# David Mach
David Mach (ur. 14 maja 2000) – niemiecki dwuboista klasyczny, medalista mistrzostw świata juniorów w narciarstwie klasycznym.

## Kariera
20 stycznia 2018 roku zadebiutował w Pucharze Kontynentalnym podczas zawodów w Renie. 21 stycznia tego samego roku zdobył swoje pierwsze punkty w Pucharze Kontynentalnym. 6 października 2018 roku wygrał zawody Alpen Cupu w Val di Fiemme. W 2019 roku na mistrzostwach świata juniorów w narciarstwie klasycznym w zawodach drużynowych wspólnie z kolegami z reprezentacji Niemiec zdobył złoty medal (oprócz niego w drużynie znaleźli się też Luis Lehnert, Simon Hüttel oraz Julian Schmid). 2 stycznia 2019 roku zadebiutował w Pucharze Świata; następnego dnia zdobył w nim swoje pierwsze punkty. W 2020 roku na mistrzostwach świata juniorów w narciarstwie klasycznym w sztafecie mieszanej wraz z Christianem Frankiem, Marią Geborth i Jenny Nowak zdobył w niej srebrny medal. W sezonie 2018/2019 w Pucharze Świata zdobył 7 punktów i zajął w nim 62. miejsce. W sezonie 2020/2021 w Pucharze Kontynentalnym zdobył 447 punktów i zajął w nim 3. miejsce. W sezonie 2020/2021 w Pucharze Świata zdobył 11 punktów i zajął w nim 47. miejsce.

## Osiągnięcia

### Mistrzostwa świata juniorów
| Miejsce | Dzień       | Rok  | Miejscowość    | Konkurencja                      | Wynik zwycięzcy | Strata  | Zwycięzca          |
| ------- | ----------- | ---- | -------------- | -------------------------------- | --------------- | ------- | ------------------ |
| 32.     | 23 stycznia | 2019 | Lahti          | Gundersen HS100/5 km             | 13:43,0         | +2:17,3 | Julian Schmid      |
| 1.      | 25 stycznia | 2019 | Lahti          | Sztafeta HS100/4x5 km            | 53:16,4         | -       | -                  |
| 15.     | 27 stycznia | 2019 | Lahti          | Gundersen HS100/10 km            | 28:16,8         | +1:43,2 | Johannes Lamparter |
| 20.     | 4 marca     | 2020 | Oberwiesenthal | Gundersen HS105/10 km            | 24:00,1         | +3:40,2 | Jens Lurås Oftebro |
| 2.      | 6 marca     | 2020 | Oberwiesenthal | Sztafeta mieszana HS105/4x2,5 km | 41:15,6         | +32,6   | Norwegia           |
| 4.      | 8 marca     | 2020 | Oberwiesenthal | Sztafeta HS105/4x5 km            | 47:23,5         | +42,7   | Austria            |

### Puchar Świata

#### Miejsca w klasyfikacji generalnej
- sezon 2018/2019: 62.
- sezon 2019/2020: niesklasyfikowany
- sezon 2020/2021: 47.
- sezon 2021/2022: niesklasyfikowany
- sezon 2022/2023: 43.
- sezon 2023/2024: 18.
- sezon 2024/2025: 17.

#### Miejsca na podium chronologicznie
| Nr | Data           | Miejscowość | Konkurencja          | Wynik zwycięzcy | Pozycja | Strata | Zwycięzca          |
| -- | -------------- | ----------- | -------------------- | --------------- | ------- | ------ | ------------------ |
| 1. | 11 lutego 2024 | Otepää      | Gundersen HS97/10 km | 22:41,0         | 3.      | +52,1  | Jarl Magnus Riiber |

### Puchar Kontynentalny

#### Miejsca w klasyfikacji generalnej
- sezon 2017/2018: 66.
- sezon 2018/2019: 27.
- sezon 2019/2020: 39.
- sezon 2020/2021: 3.
- sezon 2021/2022: 2.
- sezon 2022/2023: 4.

#### Miejsca na podium chronologicznie
| Nr  | Data              | Miejscowość      | Konkurencja              | Wynik zwycięzcy | Pozycja | Strata      | Zwycięzca            |
| --- | ----------------- | ---------------- | ------------------------ | --------------- | ------- | ----------- | -------------------- |
| 1.  | 13 grudnia 2020   | Park City        | Gundersen HS100/10 km    | 25:55,8 min     | 3.      | +4,9 s      | Julian Schmid        |
| 2.  | 13 marca 2021     | Niżny Tagił      | Start masowy HS97/10 km  | 104,2 pkt       | 3.      | -17,5 pkt   | Terence Weber        |
| 3.  | 26 listopada 2021 | Niżny Tagił      | Gundersen HS97/10 km     | 25:39,2 min     | 2.      | +1,3 s      | Jakob Lange          |
| 4.  | 27 listopada 2021 | Niżny Tagił      | Gundersen HS97/10 km     | 25:26,3 min     | 2.      | +1,0 s      | Jakob Lange          |
| 5.  | 4 grudnia 2021    | Zhangjiakou      | Gundersen HS106/10 km    | 25:27,2 min     | 2.      | +7,9 s      | Jakob Lange          |
| 6.  | 5 marca 2022      | Lahti            | Gundersen HS130/10 km    | 24:58,5 min     | 3.      | +51,3 s     | Jakob Lange          |
| 7.  | 12 marca 2022     | Park City        | Start masowy HS100/10 km | 116,5 pkt       | 2.      | -4,7 pkt    | Taylor Fletcher      |
| 8.  | 13 marca 2022     | Park City        | Gundersen HS100/10 km    | 25:28,8 min     | 3.      | +15,6 s     | Jakob Lange          |
| 9.  | 18 marca 2022     | Whistler         | Gundersen HS104/10 km    | 26:51,4 min     | 1.      | -           | -                    |
| 10. | 19 marca 2022     | Whistler         | Gundersen HS104/10 km    | 32:26,7 min     | 2.      | +6,4 s      | Jakob Lange          |
| 11. | 26 marca 2022     | Lake Placid/Orda | Gundersen HS100/15 km    | 39:39,2 min     | 3.      | +1:14,5 min | Jakob Lange          |
| 12. | 26 lutego 2023    | Oberstdorf       | Gundersen HS137/10 km    | 24:56,1 min     | 3.      | +4,7 s      | Terence Weber        |
| 13. | 3 marca 2023      | Eisenerz         | Gundersen HS109/10 km    | 25:15,9 min     | 3.      | +25,8 s     | Wendelin Thannheimer |

### Letnie Grand Prix

#### Miejsca w klasyfikacji generalnej
- 2018: niesklasyfikowany
- 2019: 10. (40.)[4]
- 2021: 12. (24.)[5]
- 2022: (29.)[6]
- 2023: 4. (7.)[7]
- 2024: (4.)[8]

#### Miejsca na podium chronologicznie
| Nr | Data             | Miejscowość | Konkurencja          | Wynik zwycięzcy | Pozycja | Strata | Zwycięzca       |
| -- | ---------------- | ----------- | -------------------- | --------------- | ------- | ------ | --------------- |
| 1. | 28 sierpnia 2024 | Oberstdorf  | Kompakt HS137/7,5 km | 17:43,3         | 3.      | +13,8  | Johannes Rydzek |